# Públio Cornélio Secular
Públio Cornélio Secular (em latim: Publius Cornelius Saecularis) foi um oficial romano do século III, ativo durante o reinado dos imperadores Gordiano III (r. 238–244) e Valeriano (r. 253–260).

## Vida

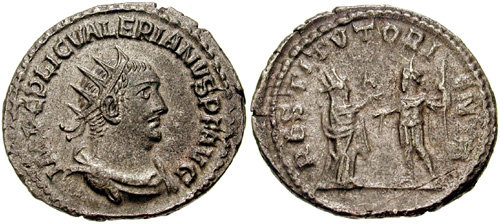
Antoniniano de Valeriano r.

As origens de Secular são incertas, mas supõe-se que fosse aparentado à imperatriz Cornélia Salonina (r. 253–268). Era senador e aparece pela primeira vez cerca de 240 quando foi nomeado cônsul sufecto. Por volta de 254, foi nomeado procônsul da África, período no qual uma inscrição foi erigida em sua homenagem na cidade de Léptis Magna.
De 258 a 260, serviu como prefeito urbano de Roma. Durante seu mandato como prefeito, Secular foi deixado a cargo de Roma no momento quando Valeriano e seu filho Galiano (r. 253–268) estavam ausentes, o primeiro no Oriente e o segundo na fronteira do Danúbio. Ele teria estado envolvido na perseguição aos cristãos na cidade e segundo Santo Ambrósio, ele obrigou São Lourenço a entregar todas as riquezas da Igreja em Roma, porém o último recusou-se e foi martirizado. Em 260, Secular foi nomeado cônsul anterior com Caio Júnio Donato.